# 자빗 사메도프

자빗 사메도프

자빗 사메도프 (아제르바이잔어: Zabit Səmədov, 러시아어: Забит Самедов, 가다바니 (Gardabani), 1984년 6월 21일 ~ )는 아제르바이잔-벨라루스의 킥복싱 선수다. 벨라루스의 수도 민스크의 시누크 짐 소속이다.